# Villa comunale di Napoli
(Alexandre Dumas, Il Corricolo, 1841)
La Villa comunale (già Villa Reale o Real Passeggio di Chiaia, poi Villa Nazionale e Villa Municipale) è uno dei principali giardini storici di Napoli.
Il vasto giardino, piantato a lecci, pini, palme, eucalipti si estende per oltre 1 km tra piazza della Vittoria e piazza della Repubblica, fiancheggiato dalla Riviera di Chiaia e da via Caracciolo.

## Storia
Il suo primo nucleo risale al 1697, quando il viceré duca di Medinacoeli fece piantare lungo la riviera di Chiaia un doppio filare di alberi abbellito da 13 fontane, indirizzando una prima idea di passeggiata che dalla porta di Chiaia si spingeva fino alla Crypta Neapolitana.
Tra il 1778 e il 1780 l'area della spiaggia lungo la riviera fu convertita in un vero e proprio passeggio, un giardino urbano molto in voga in quegli anni, per volontà di Ferdinando IV di Borbone e per opera di Carlo Vanvitelli, figlio del più noto Luigi, sulla scia di quanto aveva fatto il padre, Carlo III di Spagna, lungo il Salon del Paseo del Prado di Madrid e del Giardino delle Tuileries nella Francia borbonica. Il Vanvitelli si avvalse dell'aiuto del botanico Felice Abbate, giardiniere reale.

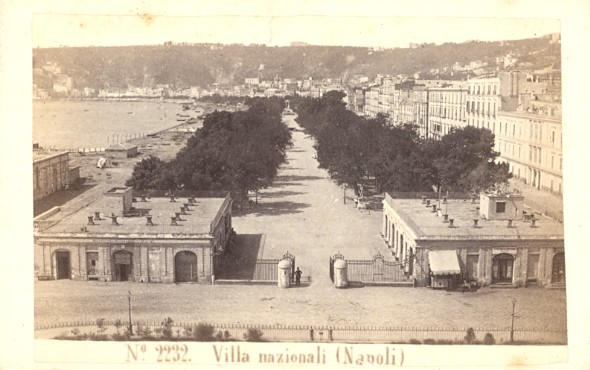
La villa prima della realizzazione della colmata di via Caracciolo (foto di Giorgio Sommer)

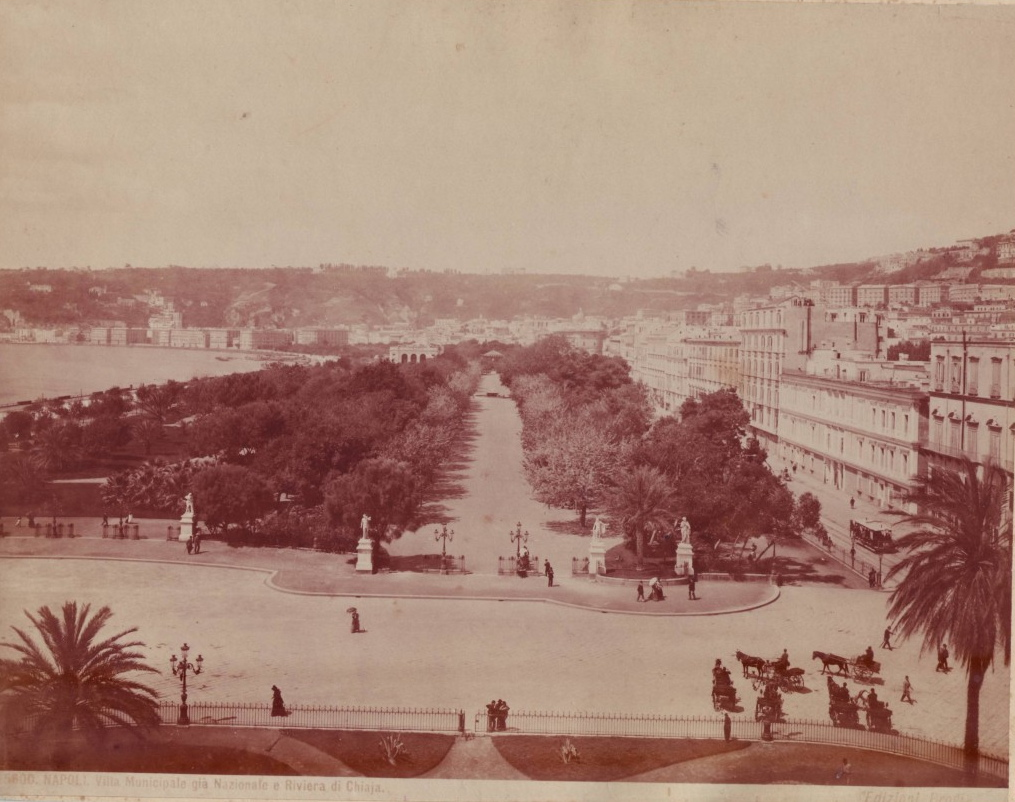
La villa comunale in una foto di tardo XIX secolo di Giacomo Brogi

Nei primi anni del XIX secolo la villa fu ampliata e ridisegnata dagli architetti Stefano Gasse e Paolo Ambrosino, secondo il volere di Giuseppe Bonaparte che decretò nel 1807 i lavori. Si occupò di curare la scelta delle essenze arboree il tedesco Friedrich Dehnhardt, ispettore dell'Orto Botanico. Con la realizzazione del cosiddetto boschetto l'aspetto di passeggio alberato rettilineo, che caratterizzava prevalentemente la villa fino a quel momento, fu affiancato da quello di un parco cittadino, con sentieri e aiuole, secondo il pensiero romantico di allora. Un ulteriore ingrandimento fu eseguito per progetto del Gasse verso ovest (fino all'attuale piazza della Repubblica) nel 1834.
Nel 1869 la villa fu denominata comunale (talvolta indicata con il sinonimo municipale). Con la realizzazione della colmata di via Caracciolo, a partire dagli anni settanta del XIX secolo la villa fu ampliata verso il mare. Fu eseguito un nuovo ingresso principale su piazza Vittoria, abbattendo quello vecchio del Vanvitelli, costituito da due padiglioni simmetrici, chiamati casini; furono qui collocate otto delle statue neoclassiche che erano poste all'interno.
La parte occidentale della villa fu il luogo dove furono allestiti i padiglioni (provvisori) dell'Esposizione Nazionale dell'Igiene del 1900, caratterizzati da un aspetto spiccatamente eclettico con molti richiami al nuovo stile liberty. Uno dei padiglioni, voluto dal Municipio e costruito con carattere definitivo, fu in seguito sede del Circolo del Tennis.
Nel 1924, fu eseguita in prima assoluta la "Turandot" di Giacomo Puccini per banda. Seguirono l'evento circa 10.000 spettatori. La banda, composta dai migliori musicisti del tempo, fu diretta dal M° Felice Iovino, primo clarinetto dell'orchestra del San Carlo.
La villa è stata restaurata tra il 1997 e il 1999 da Alessandro Mendini e dal suo atelier; sono stati così riprogettati gli chalet, è stato risistemato il verde, realizzato un nuovo impianto di illuminazione e una nuova cancellata. L'intervento restaurativo è stato tuttavia al centro di numerose polemiche per la rottura con lo stile neoclassico preesistente e l'alterazione dell'aspetto botanico della storica villa ottocentesca.

## Descrizione

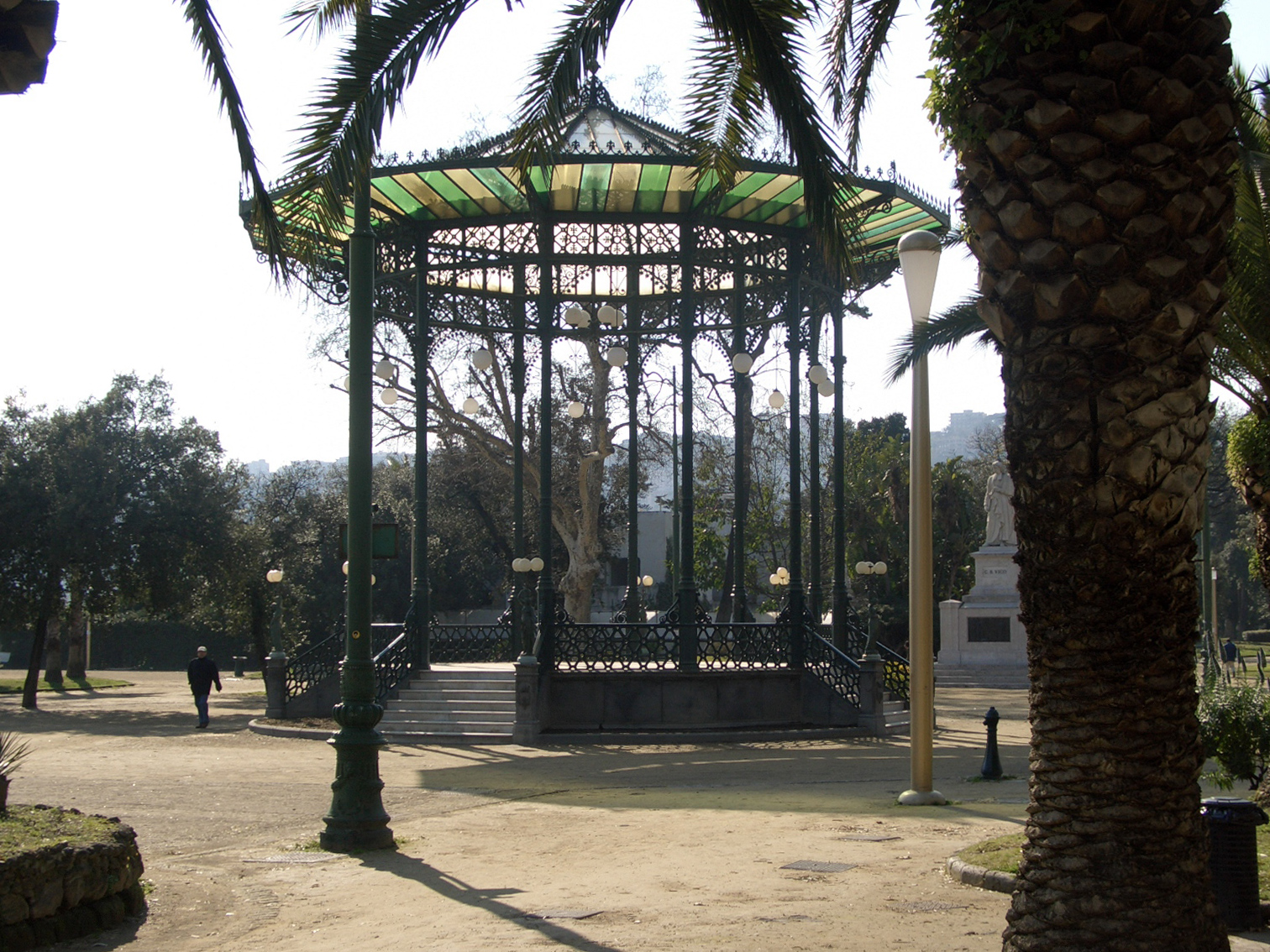
La Cassa armonica, nei primi anni 2000

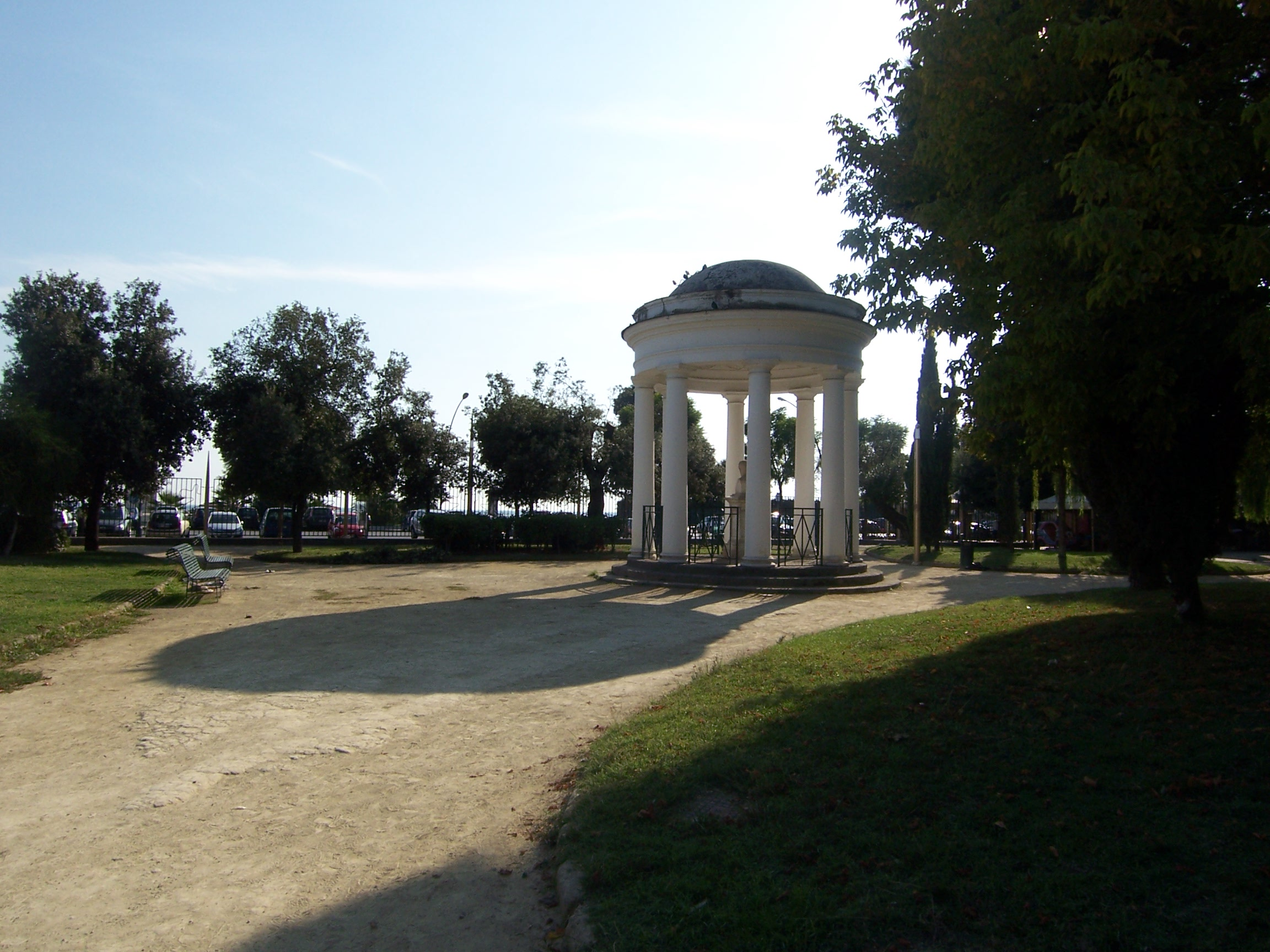
Tempietto di Torquato Tasso

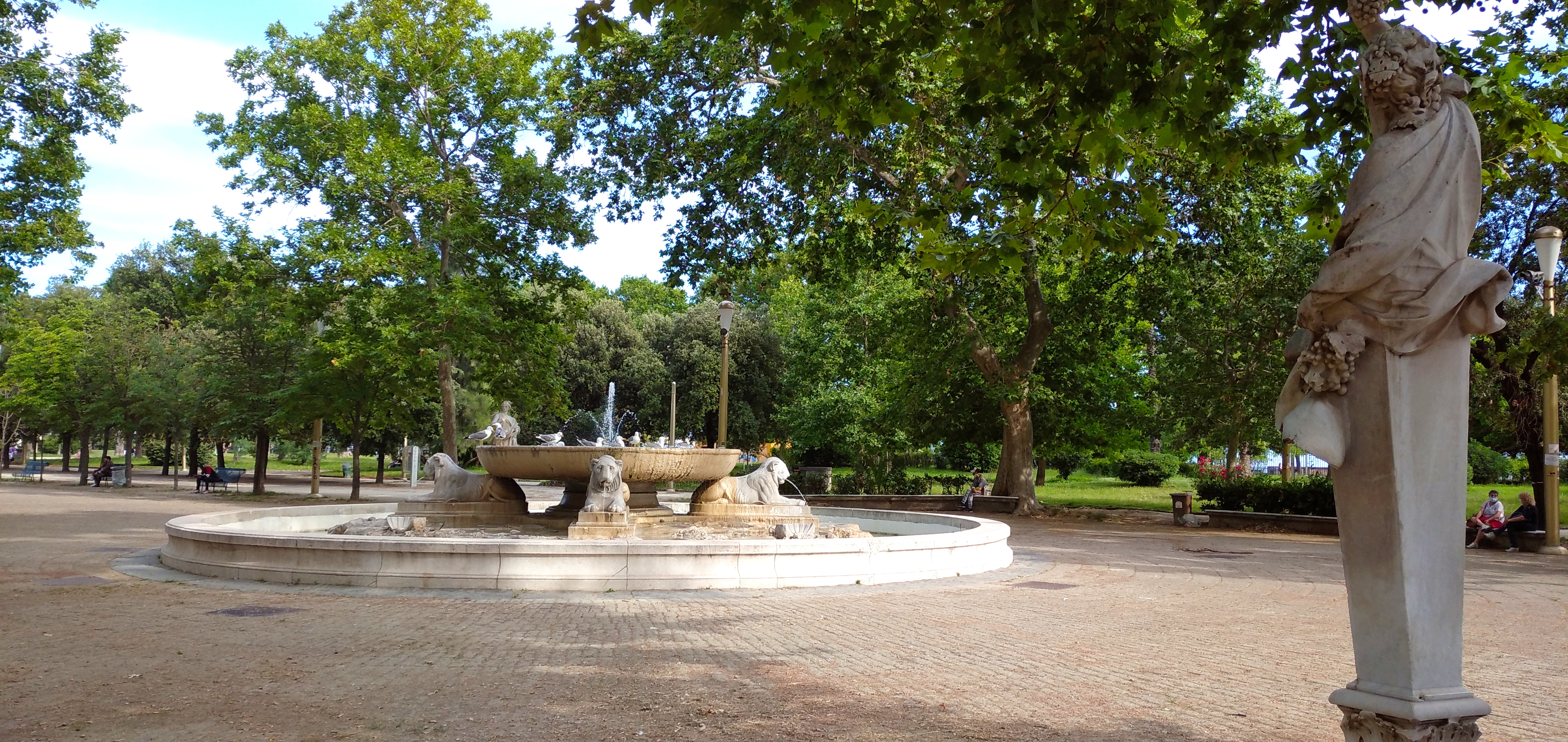
Fontana della Tazza di Porfido proveniente dalle rovine di Paestum

Il "Real Passeggio di Chiaia" si apre con un percorso rettilineo adorno di copie neoclassiche di statue di epoca romana, nonché di gruppi scultorei e fontane di età tardo-rinascimentale. Le statue furono collocate intorno al XIX secolo in sostituzione di alcune delle opere farnesiane, poi spostate presso il museo archeologico nazionale di Napoli. Oltre alle sculture e fontane, il parco è punteggiato anche da vari edifici di differenti epoche.
Fontane
- la fontana della Tazza di Porfido (detta delle Paparelle) è caratterizzata da una grande tazza di porfido sottratta al Duomo di Salerno, in Campania;
- la fontana di Santa Lucia, opera degli scultori Michelangelo Naccherino e Tommaso Montani (1606), detta così perché prima di essere collocata qui nel 1898 si trovava in via Santa Lucia;
- la fontana del Ratto d'Europa di Angelo Viva già in Via della Marinella (1798);
- la fontana del Ratto delle Sabine;
- la fontana di Lucio Papirio (detta anche di Oreste ed Elettra);
- la fontana di Castore e Polluce;
- la fontana della Flora Capitolina;
- la fontana della Flora del Belvedere;
- la fontana del Ratto di Proserpina.

Sculture neoclassiche
Nel primo XIX secolo furono collocate nella prima parte della villa varie sculture settecentesche neoclassiche, provenienti dalla reggia di Caserta e raffiguranti soggetti mitologici. Una parte di queste è stata scolpita dal genovese Tommaso Solari senior, un'altra invece dallo scultore romano Andrea Violani. Le fontane del Ratto delle Sabine, del Ratto di Proserpina, di Castore e Polluce, di Lucio Papirio, della Flora del Belvedere e della Flora Capitolina presentano gruppi scultorei eseguiti dal Solari.
Statue e busti di uomini illustri
Diversi sono i busti e le statue di illustri personaggi napoletani o legati alla città realizzati tra il XIX e il XX secolo.
Le statue raffigurano:
- Giambattista Vico, scolpita da Leopoldo di Borbone-Due Sicilie, conte di Siracusa, nel 1862;
- Pietro Colletta, opera del 1866 di Gennaro Calì;
- Sigismund Thalberg, scolpita da Giulio Monteverde nel 1879 e inaugurata nel 1881.

I busti invece raffigurano:
- Enrico Pessina;
- Giovanni Bovio;
- Luigi Settembrini;
- Alfredo Cottrau;
- Edoardo Scarfoglio;
- Errico Alvino;
- Francesco Del Giudice;
- Giorgio Arcoleo;
- Francesco De Sanctis;
- Gioacchino Toma;
- Errico De Marinis;
- Giuseppe Semmola;
- Giosuè Carducci;
- Vito Fornari.

C'è infine una scultura dedicata agli italiani che vennero in soccorso della città per l'epidemia del colera del 1884. Eseguita da Vincenzo Jerace, fratello del più noto Francesco, raffigura un pellicano che si squarcia il petto per nutrire i propri figli.
Monumenti architettonici
Tra i notevoli esempi di architettura si annoverano invece:
- il Tempietto circolare di Torquato Tasso, opera neoclassica di Stefano Gasse, che presenta al centro un busto di Tasso dello scultore Tito Angelini;
- il Tempietto di Virgilio, sempre di Stefano Gasse, eretto nel 1825-1826 (nel luogo in cui lo storico Karl Julius Beloch avrebbe nel 1890 ipotizzato la localizzazione alternativa a quella comune della tomba del poeta), con all'interno un'erma del poeta eseguita nel 1836 da Angelo Solari, figlio del Solari senior;
- la Casina Pompeiana (in origine padiglione pompeiano o Pompeiorama), costruita nel 1870 come esposizione di vedute degli scavi archeologici di Pompei;
- la Cassa Armonica in ghisa e vetro fu realizzata nel 1877 su un progetto originale di Enrico Alvino del 1862; la struttura è costituita da una pedana circolare con montanti di ghisa e con la cupola in vetri bicromi. L'ultimo importante restauro risale al 2017, in quell'occasione furono rinnovati i vetri che adesso appaiono con i colori originali[2]
- la Stazione Zoologica Anton Dohrn;
- il Museo Darwin-Dohrn creato e gestito dalla Stazione Zoologica Anton Dohrn ed inaugurato nel 2021 nell'edificio realizzato dagli architetti Luigi Cosenza e Marcello Canino nel 1948;
- l'Obelisco Meridiana.

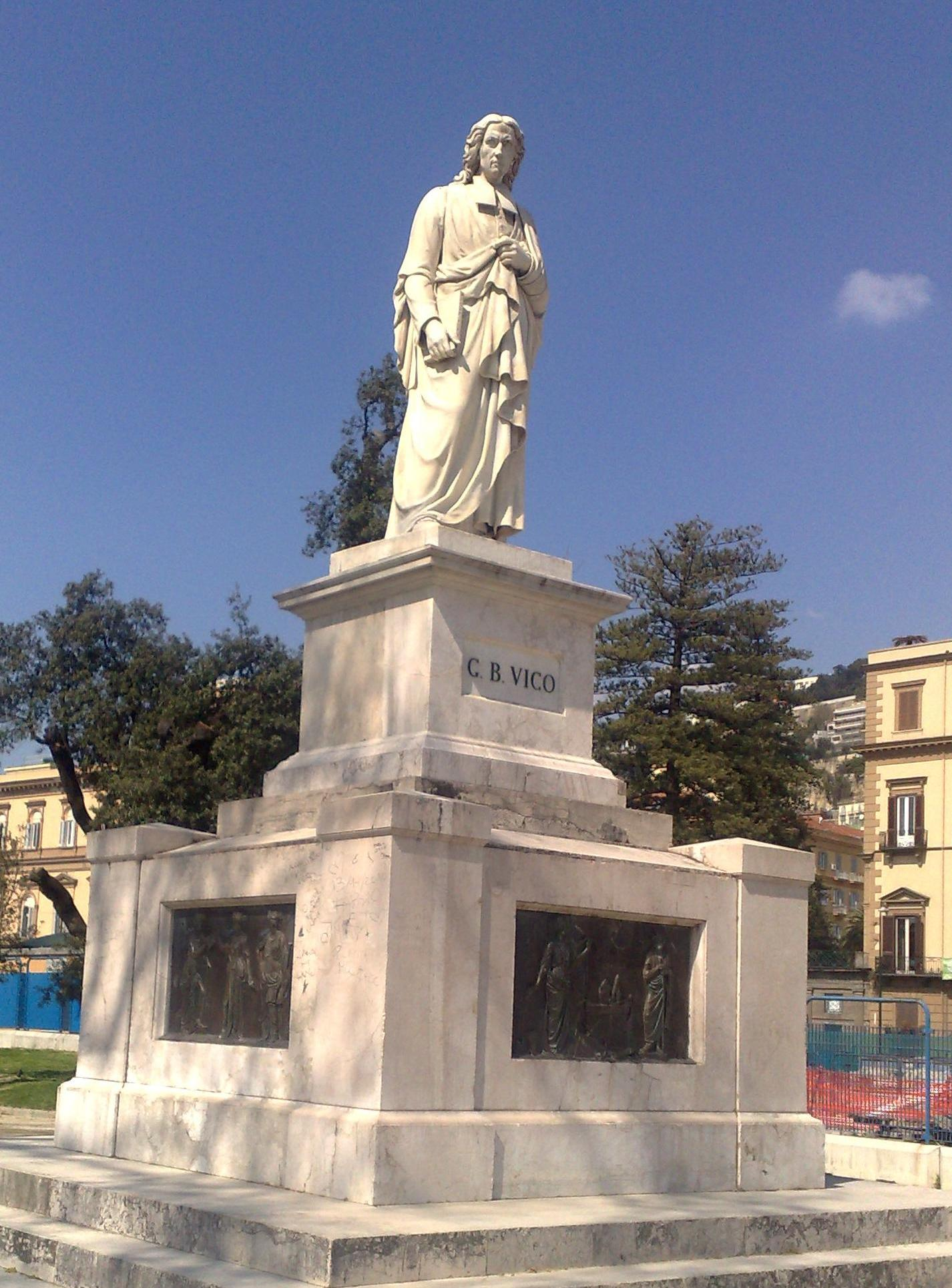
Statua di Giambattista Vico
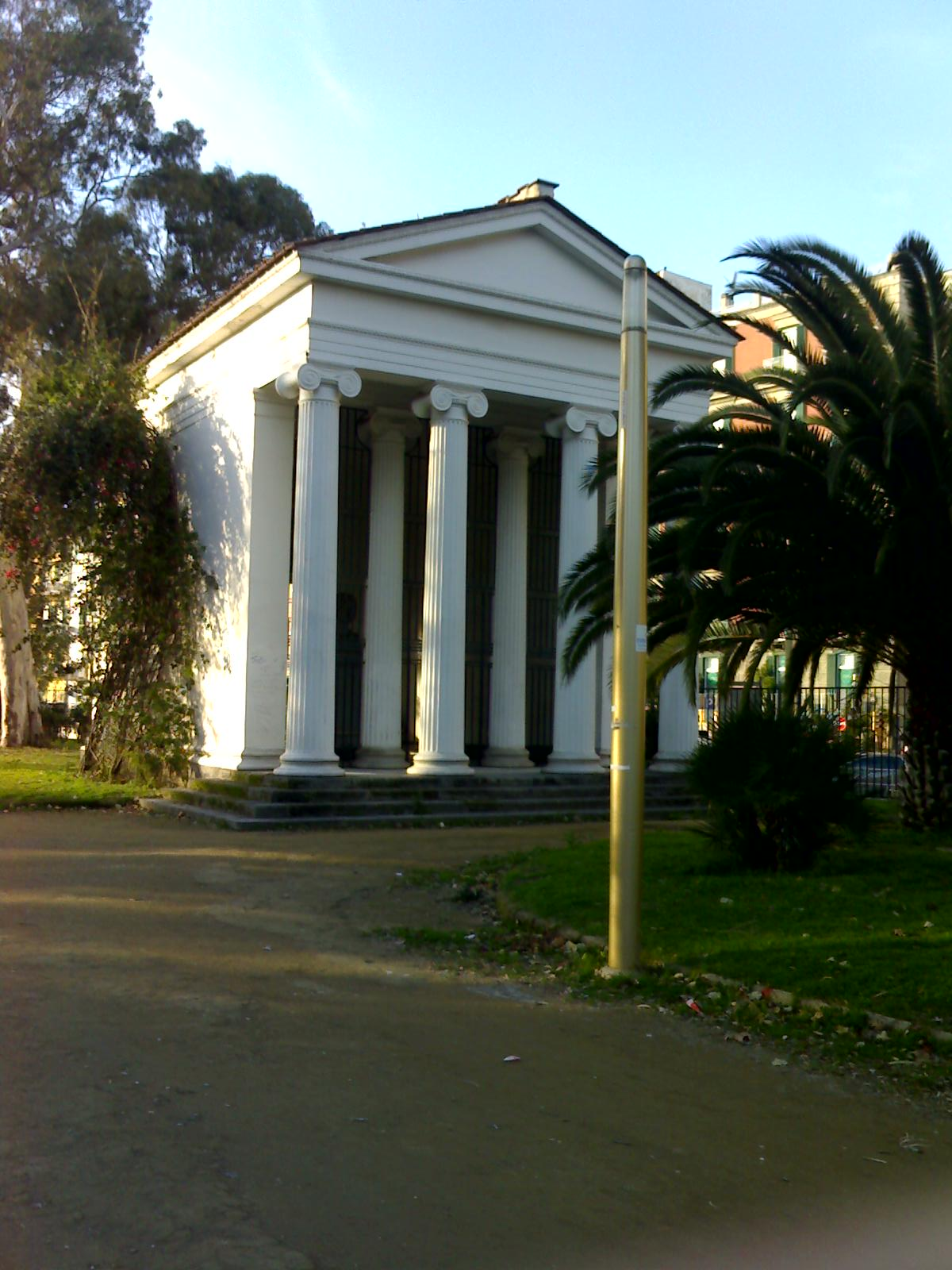
Tempietto di Virgilio
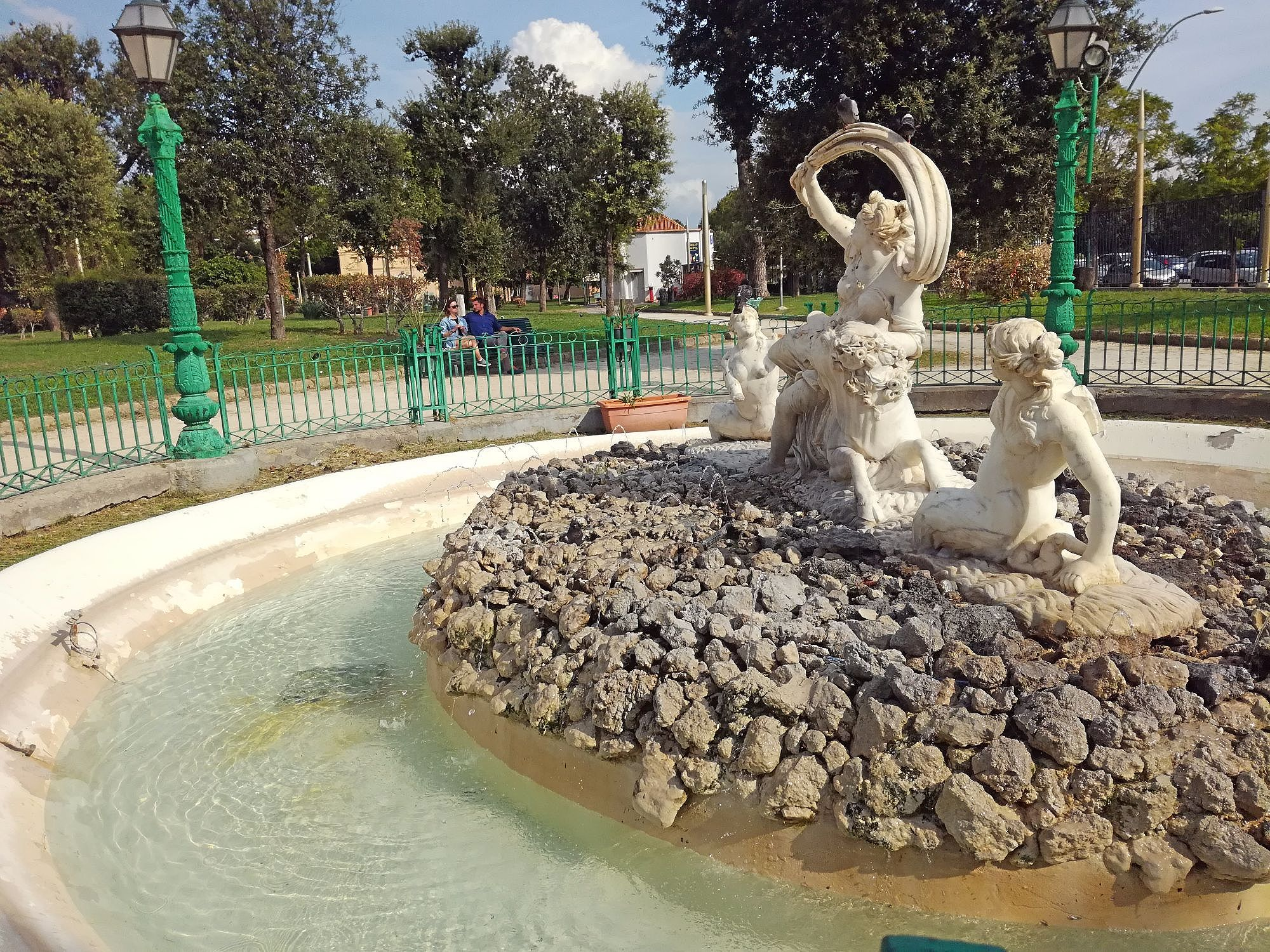
Fontana del Ratto d'Europa
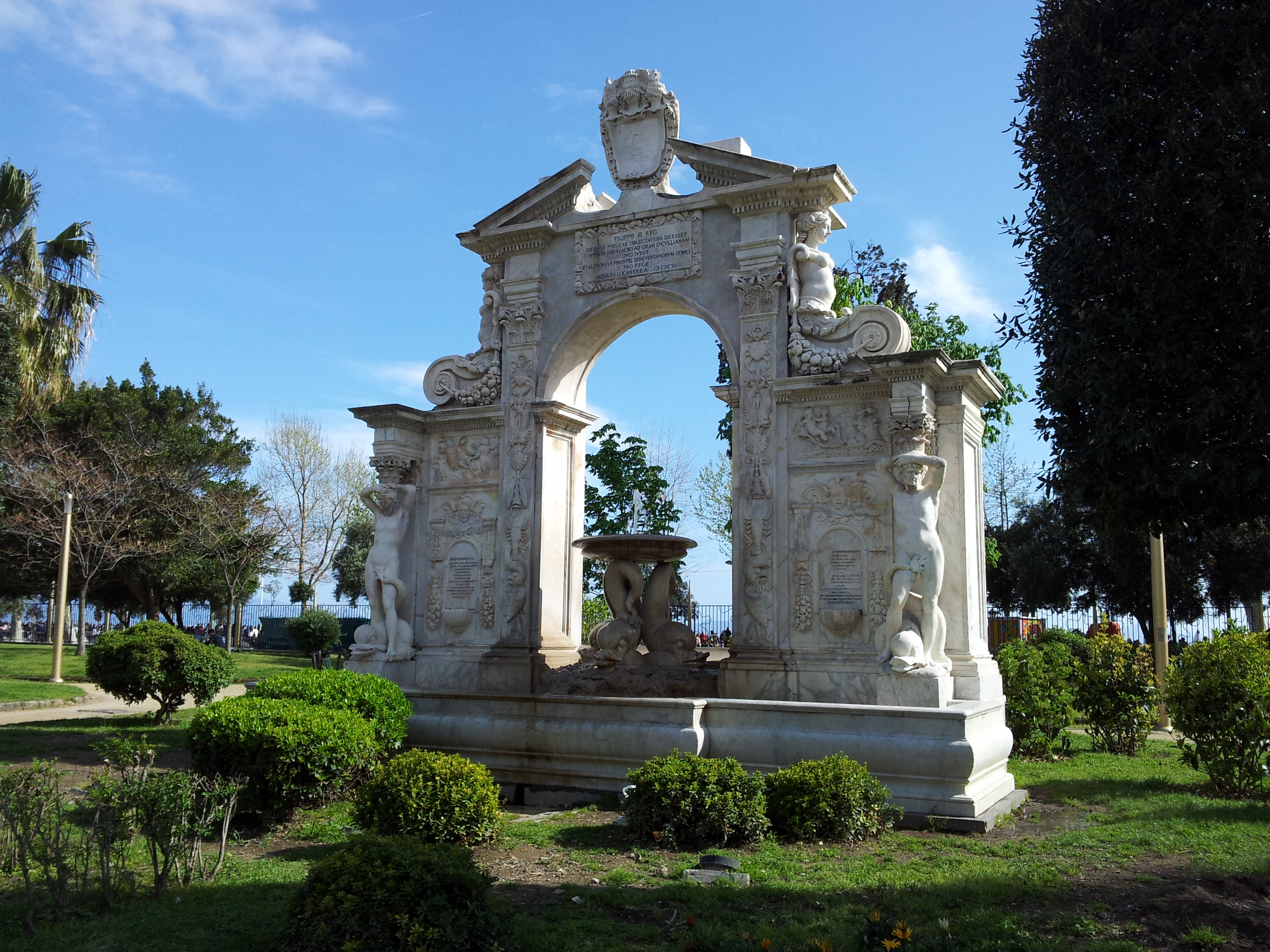
Fontana di Santa Lucia
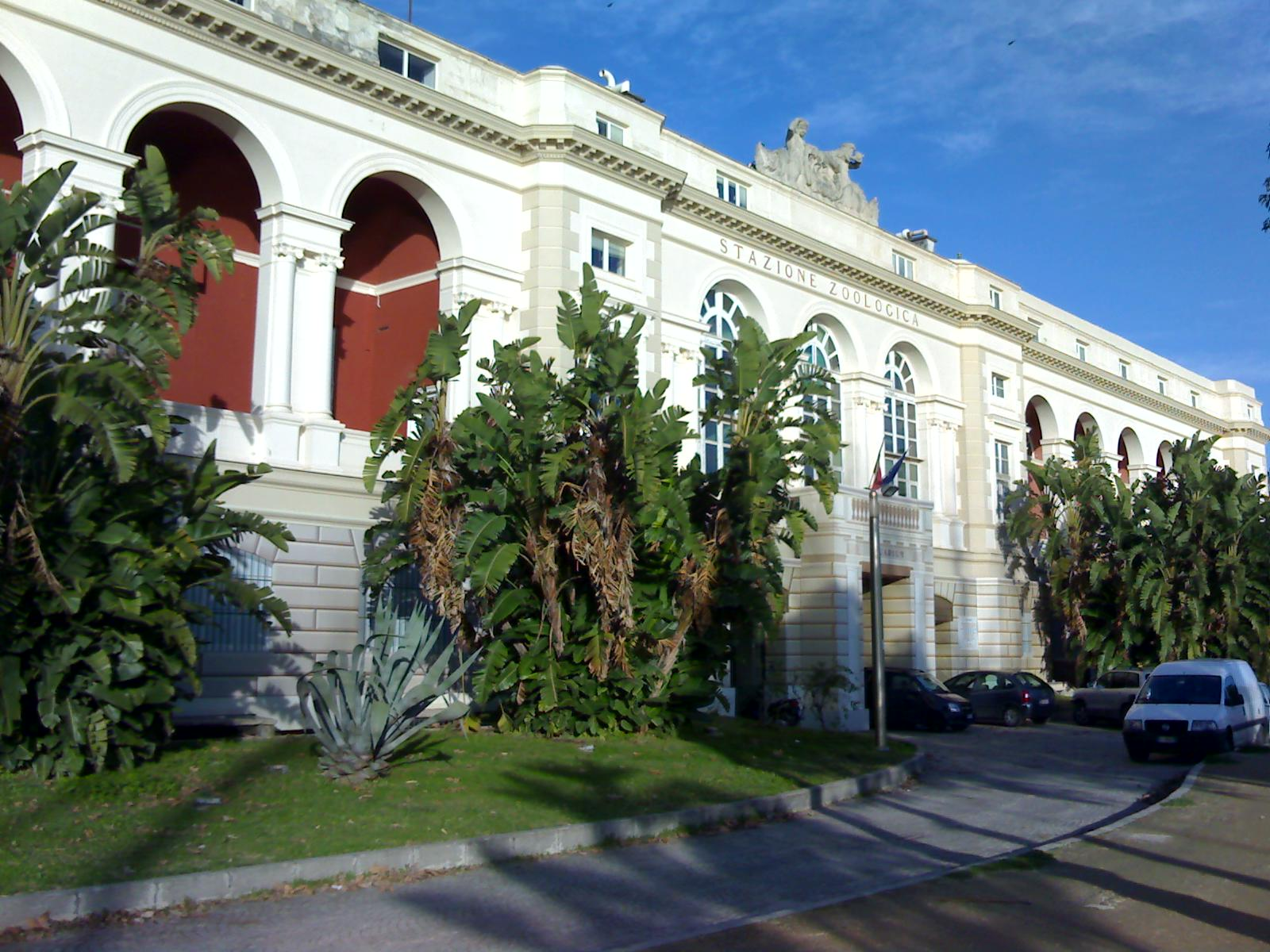
Stazione zoologica Anton Dohrn
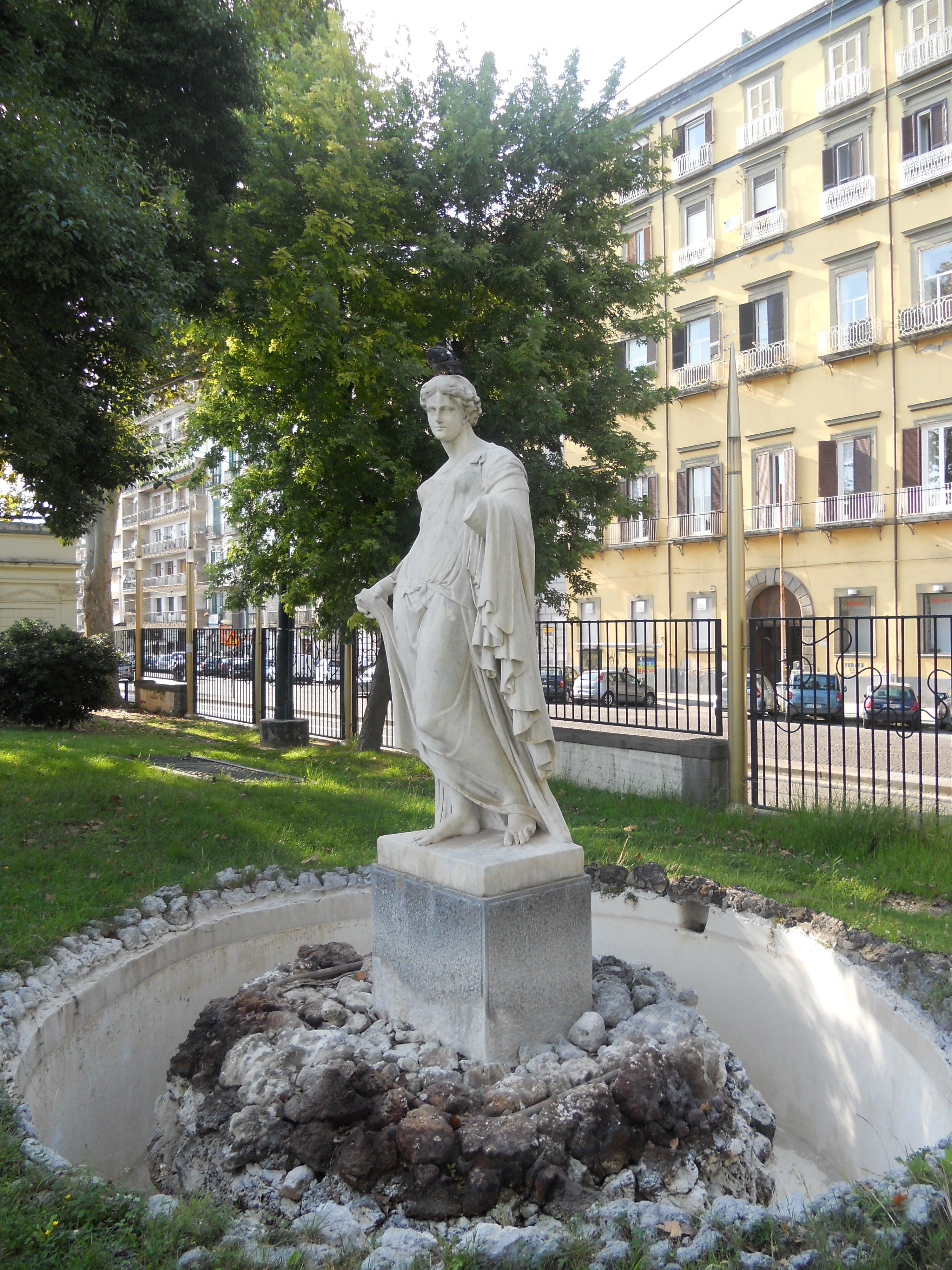
Fontana della Flora Capitolina
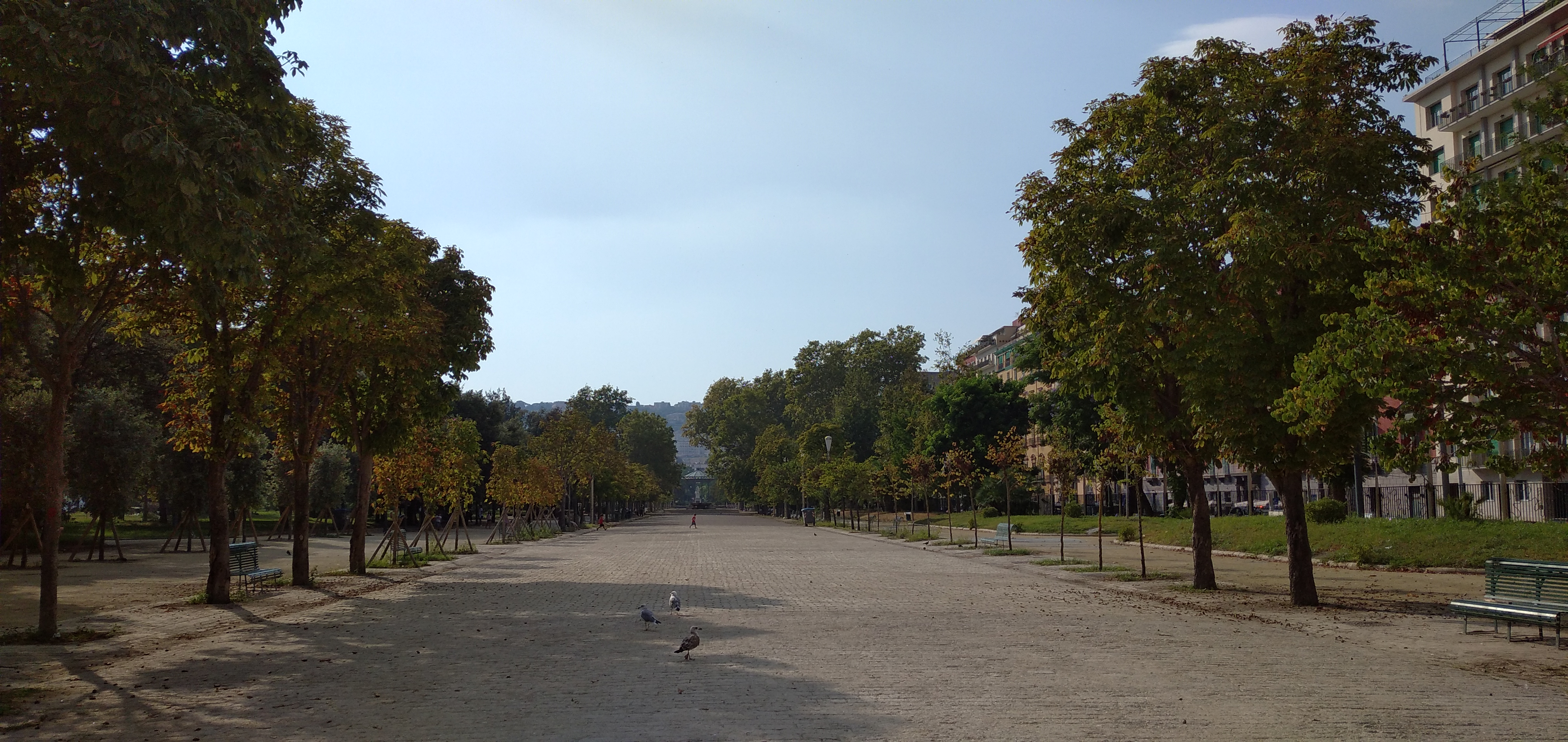
Ingresso da piazza della Vittoria